# Tyson Spink
Tyson Spink, född 31 december 1992 i Williamstown, Ontario, Kanada, är en kanadensisk professionell ishockeyspelare. Spink har tidigare spelat för bland annat Toledo Walleye. Från säsongen 2017/2018 spelar Spink för Örebro HK i SHL. Tyson Spink är tvillingbror till Tylor Spink